# Ambohiby-Massiv
Das Ambohiby-Massiv ist ein alkalischer Ringkomplex im Distrikt Tsiroanomandidy der Region	Bongolava in Madagaskar, der etwa 225 km² umfasst.
Die Siedlung Anosibe Ambohiby, in der etwa 300 Betsileo leben, liegt innerhalb des Ringkomplexes und ist fast vollständig vom Rest der Region isoliert. Die nächstgelegene Siedlung ist Antaniditra in 8 km Entfernung und die nächstgelegene Stadt, Tsiroanomandidy, in 18 km Entfernung.

## Geschichte

Das Ambihoby-Massiv (der dunkle Kreis in der Mitte) aus der Sicht des Satelliten Sentinel-3.

Das Massiv entstand in der Oberkreide, als sich die Madagaskarplatte und die Indische Platte vor etwa 90 Millionen Jahren trennten. Ursprünglich handelte es sich um einen Vulkan, bis mit der Trennung der Hotspot, der ihn versorgte, abgeschnitten wurde. Das führte dazu, dass der Vulkan abkühlte und zusammenbrach, da er keine Wärmequelle mehr hatte.
Laut einem 1935 veröffentlichten Bericht des französischen Botanikers Jacques Désiré Leandri wurde der Krater von den Ureinwohnern der Gegend Andranomangatsiaka (übersetzt „am Ort des kalten Wassers“) genannt. Leandri beschrieb das Massiv auch als von zwei Gipfeln dominiert, von denen einer Andapa hieß und als geodätischer Punkt diente. Er sagte auch, dass der westliche Teil der Waldregion Ampihirano hieß.
Anosibe Ambohiby, eine Siedlung von Betsileo-Zitrusbauern und -Händlern, wurde 2008 im Massiv gegründet.